# Највећи и најмањи елеменат скупа
Највећи и најмањи елеменат се у теорији скупова дефинишу за скупове уређене релацијом поретка.

## Дефиниција
Посматрајмо скуп {\displaystyle (A,\rho )}, где је {\displaystyle A} задати скуп, а {\displaystyle \rho } релација поретка.
Елеменат {\displaystyle a\in A} је најмањи ако за свако {\displaystyle x\in A} важи {\displaystyle a\rho x}.
Елеменат {\displaystyle b\in A} је највећи ако за свако {\displaystyle x\in A} важи {\displaystyle x\rho b}.